# Voo Air India 403
O Voo Air India 403 foi um voo regular de passageiros da Air India que caiu no Aeroporto Internacional de Sahar em Bombaim, Índia, em 21 de junho de 1982. Foi provavelmente causado por um cálculo incorreto da altitude em uma forte tempestade.

## Acidente
Em 21 de junho de 1982, o voo 403 da Air India, um Boeing 707-437, prefixo VT-DJJ chamado Gauri Shankar, estava chegando do Aeroporto Internacional de Kuala Lumpur via Madras (agora Chennai), quando caiu após um pouso forçado durante uma tempestade. A fuselagem explodiu depois de uma tentativa de arremetida tardia. Dos 111 ocupantes da aeronave, 2 dos 12 membros da tripulação e 15 dos 99 passageiros morreram.

## Investigação
O conselho de investigação indiano determinou que a causa provável do acidente foi "redução deliberada da potência do motor pelo piloto 12 segundos antes do primeiro impacto devido ao desconhecimento da altitude pela tripulação, resultando em uma alta taxa de descida, pouso muito pesado e rebatimento da aeronave em 1300 pés."